# Грушівка (притока Мокрої Сури)
Грушівка — річка в Україні, права притока Мокра Сура. Басейн Дніпра. Довжина 31 км. Площа водозбірного басейну 206 км². Похил 2,7 м/км. Долина трапецієподібна, завширшки до 2 км. Річище звивисте, у верхів'ї розчищене і зарегульоване. Використовується на господарське водопостачання.
Бере початок від злиття потоків в с. Голубинівка. Тече територією Дніпровського району Дніпропетровської області.

## Притоки
- Балка Широка, Балка Глибока, Балка Довга, Яр Березнегуватий (ліві); Балка Крута (права).

## Населені пункти
Над річкою розташовані такі села (від витоків до гирла): Голубинівка, Константинівка, Березнуватівка, Червоне, Грушівка, Сурське.